# Антоній Вівульський
Антоній Вівульський (пол. Antoni Wiwulski, лит. Antanas Vivulskis; 20 лютого 1877, Тотьма, Вологодська губернія — 10 січня 1919, Вільно, Литва) — польсько-литовський архітектор і скульптор.

## Життя та творчість
Після смерті батька в 1883 році, мати з дітьми переїхала в Єлгаву (нині Латвія). Антоній навчався в німецькій школі, потім у звичайній гімназії, далі — у гімназії в Хирові (Австрія), яку закінчив в 1897 році. Вищу освіту А. Вівульський здобув у Вищій технічній школі у Відні (1901, нині Віденський технічний університет) та в Національній вищій школі красних мистецтв у Парижі (1902—1909).
У Парижі познайомився з сином Адама Міцкевича Владиславом Міцкевичем і польським піаністом, композитором, політичним діячем Ігнацієм Яном Падеревським. І. Я. Падеревський виношував ідею величного пам'ятника, присвяченого 500-річчю Грюнвальдської битви, і залучив до роботи над ним А. Вівульского. Цей пам'ятник, встановлений в Кракові в 1910 році, приніс Вівульскому широку популярність.
Три інші великі роботи були створені в Литві: каплиця в містечку Шилува, пам'ятник Три хрести (1916) у Вільнюсі та започаткований у 1913 році, але незавершений, костел Серця Ісуса у Вільнюсі з величезною статуєю Христа — перша в Литві сакральна будівля із залізобетону. В 1951 році Три хрести були підірвані за наказом радянської влади й відновлені в 1989 році. Крім того, за проектом Антонія Вівульського був виготовлений дерев'яний хрест, встановлений на Замковій горі у Вільно, неподалік від вежі Гедиміна, на місці, де в 1916 році виявлено поховання останків страчених за наказом М. М. Муравйова учасників Січневого повстання 1863 року.
Крім цих робіт, А. Вівульський створив чимало скульптурних портретів, фігурних композицій символічного і релігійного характеру, студій та ескізів до пам'ятників, пам'ятних таблиць. Одна з них — пам'яті Тадеуша Костюшка, вмурована в північну стіну костелу Святих Іванів в 1917 році, в зв'язку зі сторіччям смерті національного героя. Гіпсова таблиця виконана в формі широкого хреста і зображує вождя однойменного повстання 1794 року. Обірваний нижній край плити символізує поразку повстанців і крах нездійснених надій. На плиті написані гасло повстання і дати століття смерті Костюшка, зображений щит з гербами Білорусії, Литви та Польщі .
У грудні 1918 року А. Вівульський вступив до лав загону віленської самооборони. Під час патрулювання на Заріччі (нині район Ужупіс) 3 січня 1919 року він захворів (запалення легень) і невдовзі, 10 січня 1919 року, помер. Похований у підземеллі розпочатого за його проектом будівництва костелу Серця Ісуса.
У червні 1964 року, коли була розпочата перебудова так і не завершеного (але діючого) костелу в Палац будівельників, прах Вівульского було перенесено на кладовище Расу.
Одна із вулиць у Вільнюсі називається його ім'ям.

## Галерея

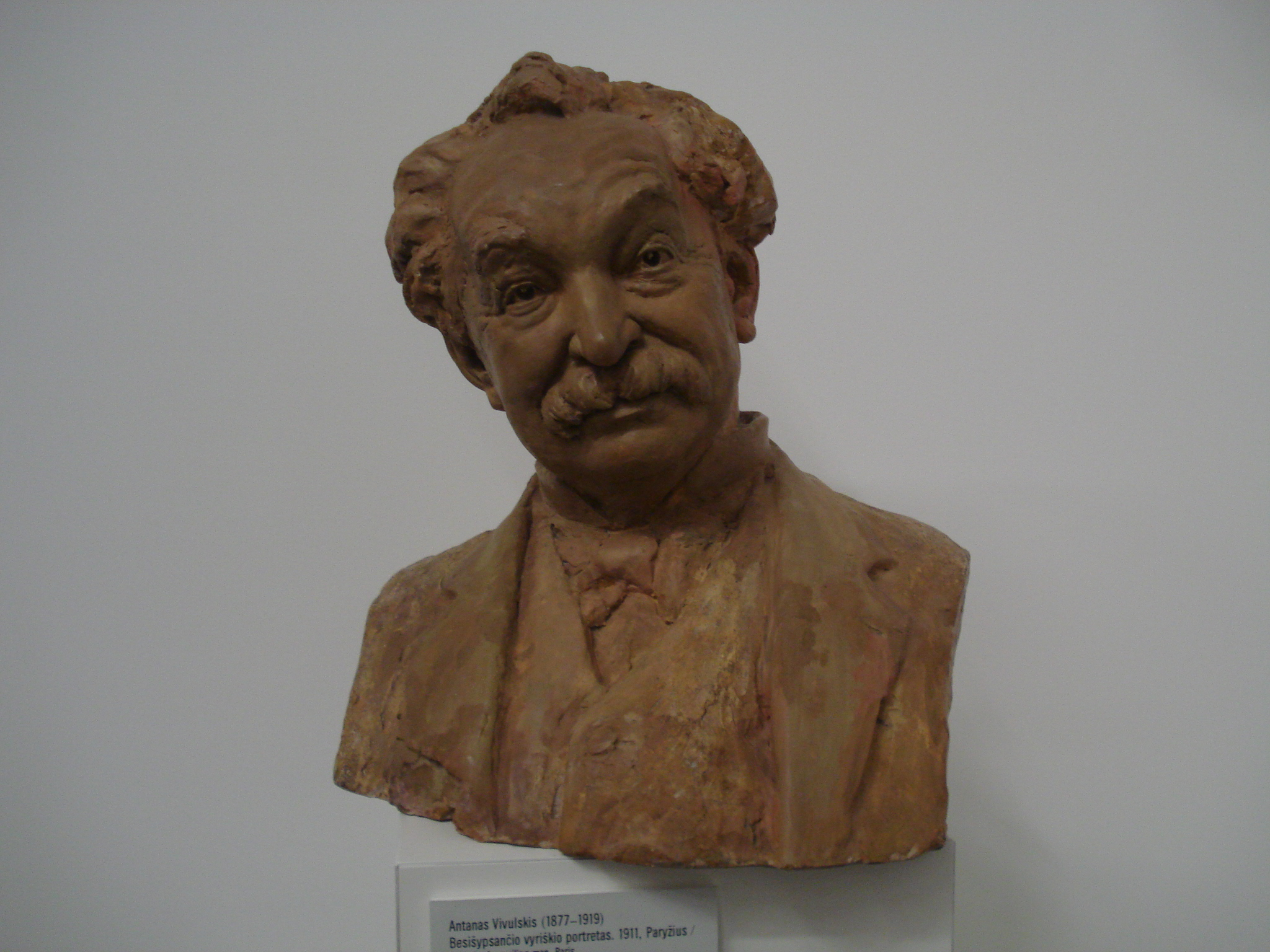
Портрет усміхненого чоловіка (Париж, 1911)
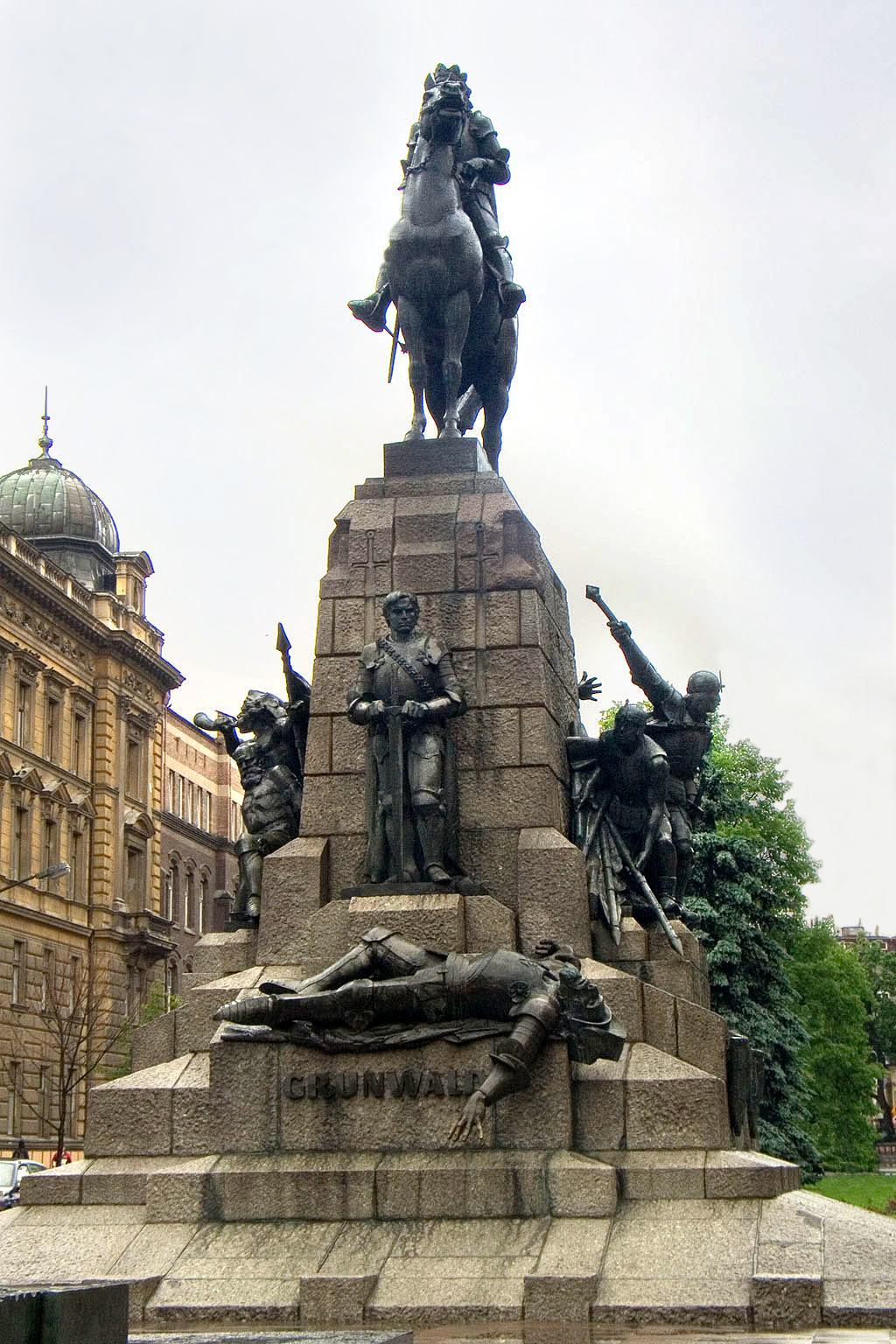
Краківський пам'ятник Грюнвальдській битві
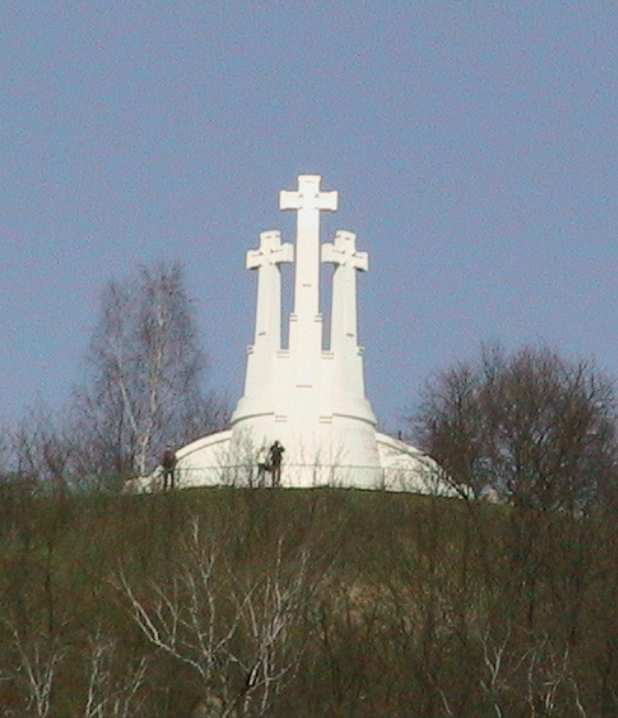
Три хрести